# Heinrich Pfannkuch
Heinrich Pfannkuch (* 4. September 1910; † nach 1980) war ein deutscher Ingenieur und Hochschullehrer. 

## Leben
Pfannkuch wurde im Jahr 1910 geboren. Er war promovierter Ingenieur (Dr. Ing.) und später Hochschullehrer. Er war Mitglied der Deutschen Lichttechnischen Gesellschaft, die ihn 1976 zum Ehrenmitglied ernannte.